# بختیار احمدوف

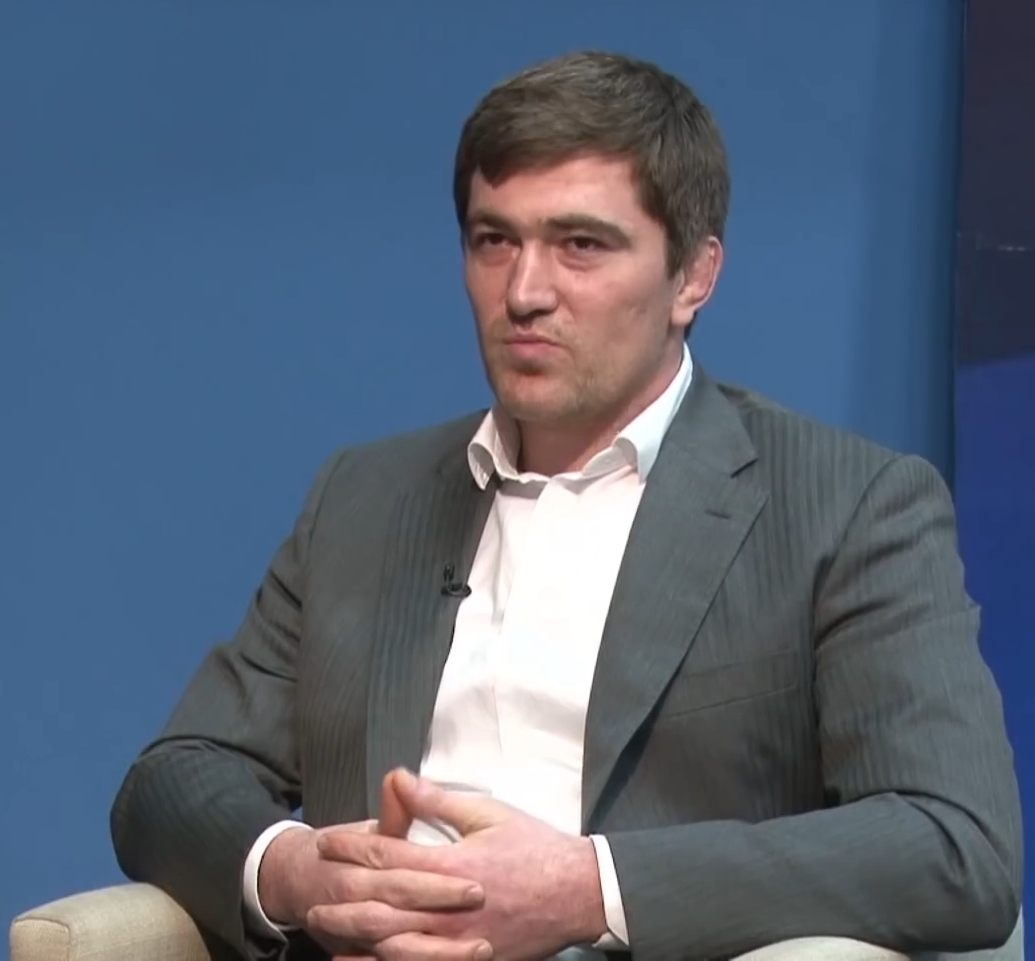
عکس کشتی بختیار شهاب الدینویچ احمدوف

بختیار شهاب الدینویچ احمدوف (روسی: Бахтияр Шахабутдинович Ахмедов؛ زادهٔ ۵ اوت ۱۹۸۷) کشتی‌گیر قموق‌  از روسیه است.
بختیار احمدوف در بازی‌های المپیک تابستانی ۲۰۰۸ در فوق سنگین وزن کشتی آزاد ۱۲۰ ک‌گ به 
آرتور تایمازوف ازبک فینال را واگذار کرد اما در سال ۲۰۱۶ با مثبت شدن آزمایش دوپینگ ورزشکار ازبکستانی به مدال طلا المپیک دست یافت.